# Саиджанов, Муса Юлдашевич
Муса Юлдашевич Саиджанов (узб. Saidjonov Musojon Yo'ldoshevich; 1893 год, Бухара — 1937, Самарканд) — видный узбекский государственный и общественный деятель, учёный-историк, один из первых узбекских профессоров (1935).

## Биография
М. Ю. Саиджанов родился в 1893 году в Бухаре, столице Бухарского эмирата, в семье торговца среднего руки. Окончил русско-туземную школу в Новой Бухаре (ныне город Каган) и медресе Мири Араб. Являлся участником младобухарского движения и одним из его лидеров. В 1917 году, как и многие другие его коллеги по политической борьбе, вынужден был бежать в соседний Туркестан. После сентябрьских событий 1920 года занимал поочередно ряд ответственных постов в правительстве БНСР.
Под руководством Мусо Саиджанова на посту Назира просвещения были созданы три женские школы, где обучались 128 узбечек, 40 курсов ликвидации безграмотности с  охватом 3000 человек, открыт учительский семинарий.
С 1924 года М. Ю. Саиджанов всецело посвящает себя работе в системе Узкомстариса (Комитета по охране памятников старины при СНК УзССР). В 1925 году принял участие в известной «группе 18-ти», выступившей против ускоренных темпов коллективизации в Узбекистане. «Группа 18-ти» не получила поддержки, была ошельмована, а участников ее старались отстранять от государственной службы. Этим и объясняется возвращение М. Ю. Саиджанова в сферу научно-просветительской работы. С 1928 года и вплоть до своего ареста в 1937 году проживал в Самарканде, где преподавал в Самаркандском Государственном университете.
Историк Л. И. Ремпель  отмечал, что М. Ю. Саиджанов хорошо знал доступные ему источники, а главное — «был первым исследователем Бухары на месте своего постоянного обитания».
Из письма Т. А. Жданко от 13 марта 1931 г.:

«...Саиджанов, очень культурный, мягкий и симпатичный узбек, в прошлом — сам джадид, а впоследствии — народный комиссар по просвещению в Бухарской республике; он много помогает, разбирая узбекские архивы и документы, но его конек — Бухара, и работает он по совместительству.»— У моря барханов, на земле такыров. Сборник воспоминаний о Т. А. Жданко / Составитель и автор предисловия Богословская И. В. — Ташкент: Издательство журнала San'at, 2021. — 320 с. — ISBN 978-9943-7255-4-6.
М. Ю. Саиджанов доказал, что мавзолей Исмаила Самани построили при его жизни, в нём похоронены не только его внуки, но и его отец.
Археолог М. Массон отмечал, что не знает другого узбекского интеллигента 30-х годов XX века, с таким кругозором, эрудицией и знанием языков как  Мусаджан Саиджанов.
Бухарский ученый М. Ю. Саиджанов сделал в истории по меньшей мере два самых больших открытия - доказал наличия ансамблевости в архитектуре городов Средней Азии и Бухары, а также  выявил, тот факт, что в Средней Азии самым большим влиянием на людей пользовались муллы, их власть была выше феодальной.
На основании фотоснимков, сделанных М. Ю. Саиджановым историк И. Умняков, при помощи А. Шмидта, тогдашнего декана Востфака САГУ,   доказал, что Вобкентский минарет сооружен в 1141 году неким Бурхониддином Абдулазизом.
В 1935 году М. Ю. Саиджанов участвовал в работе III Международного конгресса по иранской культуре в Ленинграде, выступил там с научным докладом, посвященным одному из памятников архитектуры Самарканда – усыпальнице Чильдухтарон. Он сделал открытие, доказав, что этот памятник не отражает своего названия («чильдухтарон» в переводе с фарси – «сорок красавиц») и является фамильной гробницей правителя Бухарского ханства Кучкунджи-хана.
М. А. Абдураимов в своей статье широко и подробно показал вклад ученого в историческую, археологическую и источниковедческую науку. Однако главное внимание в ней уделялось работам по истории эпохи Тимуридов, что было лишь частью наследия М. Ю. Саиджанова. 
Наиболее ценным компонентом чудом уцелевшего архива М. Ю. Саиджанова является перевод и комментарии к вакуфной грамоте мавзолея Сайфиддина Бохарзи. Он составляет также конспекты ряда исторических книг (например, «Тарихи Бенакати», 1317 г.), ищет и находит смысловое значение устаревших арабских и персидских слов. Главный научный вывод его исследования является доказательство того, что в пору владычества чингизских завоевателей в Средней Азии ислам продолжал оказывать сильное влияние на общественную жизнь. Ещё один из интересных разделов архива – деловые письма. Здесь хранятся послания к М. Ю. Саиджаиову А. А. Фитрата, И. И. Умнякова, Я. Г. Гулямова, И. А. Сухарева и др. Тут же и подписанная хозяином визитная карточка А. Ю. Якубовского. Из данных архива видно, что одним из учеников М. Ю. Саиджанова был Я. Г. Гулямов; дружил с В. Л. Вяткиным.
Архив хранит и письмо к археологу и нумизмату В. Д. Жукову. Из него явствует о выполнении М. Ю. Саиджановым поручения исследовать надгробие могилы Барак-хана в архитектурном комплексе Ходжа Ахрар, расположенном в кишлаке Улугбек Самаркандского района. Автор обращает внимание на наличие четырех Баракханов в истории Средней Азии, и советует обратиться к работам Абдураззака Самарканди и Хафиза Таниша Бухари. Послание датировано 30 июня 1935 г.
М. Ю.Саиджанов перевел на узбекский язык и вакуфные грамоты мечети Калян, медресе Кукельдаш и Абдулазиз-хана. Он излагает в набросках своей статьи подробные сведения о том же медресе Абдулазиз-хана и медресе Улугбека, расположенных в Бухаре.
М. Ю. Саиджанов, вероятно, впервые при помощи произведенных фотоснимков описывает памятник Рабат-и Малик, а также могилу Мирзы Улугбека в Самарканде.
Достаточно серьезными и подготовленными для печати можно назвать рукописи «Архитектура Самарканда. История города», «Письменные источники по истории Шахрисабза». Меньшими по объему, но столь же оригинальными являются рукописи брошюры «Материалы по истории узбеков», статей «Мавзолей Чильдухтарон», «Мелкая промышленность» (на материалах Средней Азии), «Первый музей в Хорезме», а также четыре «Антологии поэтов» (все – на узбекском языке).
Под влиянием тенденций, оформлявшихся в обществознании Узбекистана конца 1920-х — начала 1930-х годов, создавалась рукопись брошюры «История революционного движения в Бухаре». Это видно уже из названий ее глав: «Взгляд на классы», «Аппарат управления», «Земельное право», «Постановка образования», «Революционное движение».
Достаточно ценными названы и переписанные в 1924 году надписи на порталах крупнейших архитектурных памятников Бухары. Архив содержит также таблицу орденов и медалей дореволюционной Бухары и список названий старинных узбекских песен.
В 2005 году был опубликован перевод рукописи Мусы Саиджанова ««Город Бухара и его старинные здания» на узбекский и русский языки.
В начале 30-х годов М. Ю. Саиджанов руководил выпрямлением минарета Медресе Улугбека (Самарканд).
М. Ю. Саиджанов попал в список Сталинских репрессий и был арестован в 1937 году. Реабилитирован посмертно в декабре 1965 года.
У М. Ю. Саиджанова было много учеников, среди которых, например, патриарх узбекской исторической  науки, академик Яхья Гулямов.